# Лонкоцин
Лонкоцин (пол. Łąkocin, нім. Grünwiese) — село в Польщі, у гміні Іновроцлав Іновроцлавського повіту Куявсько-Поморського воєводства.
Населення — 188 осіб (2011).
У 1975-1998 роках село належало до Бидгощського воєводства.

## Демографія
Демографічна структура станом на 31 березня 2011 року:
|          | Загалом | Допрацездатний вік | Працездатний вік | Постпрацездатний вік |
| -------- | ------- | ------------------ | ---------------- | -------------------- |
| Чоловіки | 94      | 29                 | 58               | 7                    |
| Жінки    | 94      | 22                 | 60               | 12                   |
| Разом    | 188     | 51                 | 118              | 19                   |